# Jenny Heinonen
Jenny Heinonen – fińska śpiewaczka. Obecnie śpiewa w fińskim zespole Holster Van. Dodatkowo wspomagała swoim głosem fińską grupę Charon na albumach Tearstained, Downhearted, The Dying Daylights i Songs for the Sinners.